# Les (thuật ngữ)
Les là thuật ngữ có tính cục bộ trong tiếng Việt dùng để chỉ chung các nhãn định danh được dùng trên thế giới như lesbian, queer hay đồng tính luyến ái ở nữ giới. 

## Từ nguyên
Les bắt nguồn từ cách gọi ngắn gọn của từ lesbian trong tiếng Anh, thường đọc như [lét] (IPA: [lɛt˧˥]). Một cách viết khác của thuật ngữ này là S lét. Tương tự như ở Việt Nam, ở Indonesia có thuật ngữ lesbi viết tắt từ lesbian.

## Các cấu trúc và chế độ chính quyền

### Châu Âu hiện đại
Chủ nghĩa thực dân Pháp đã ảnh hưởng và áp đặt những thay đổi trong các chuẩn mực văn hóa-xã hội Việt Nam, do đó làm sáng tỏ các giá trị giới tính của người Việt Nam thay đổi như thế nào và tại sao theo thời gian. Qua phân tích của mình về những nhân vật không rõ ràng về giới tính sinh học và giới tính xã hội như thái giám và những cậu bé ẻo lả, Proschan lập luận rằng "những người thực dân bị bối rối bởi hệ thống giới tính của Việt Nam", trong đó họ không nhận thức được đặc điểm phân biệt giữa nam và nữ. Đối với người Pháp, người Việt Nam không tuân theo các tư tưởng về giới tính của Châu Âu, và các hành vi như thế nào là tự nhiên, chuẩn mực được quy cho các giới tính tương ứng.
Theo tiêu chuẩn giới tính của Pháp, phụ nữ "có nền nếp và văn minh" được kỳ vọng sẽ ăn mặc bó sát, tạo ra một thân hình đồng hồ cát quyến rũ cho thấy tiềm năng sinh sản cao. Ngược lại, phụ nữ Việt Nam bị cho là thiếu nữ tính vì thân hình quá khổ và hông hẹp. Hơn nữa, họ ăn mặc như đàn ông, đảm nhận "những công việc khó khăn nhất của nam giới", và có hàm răng bị thâm đen do nhai trầu và hút thuốc lá. Nếu so sánh, đàn ông Việt Nam nhìn chung bị coi là ẻo lả và thiếu nam tính. Theo tiêu chuẩn châu Âu, người Việt Nam là những người lạc hậu và không văn minh vì cách thể hiện giới tính ái nam ái nữ không rõ ràng của họ.
Theo chứng minh trong các nghiên cứu lịch sử của Proschan và Tran, văn hóa xã hội, khoa học và sự thuộc địa từ châu Âu đã làm thay đổi cơ bản các chuẩn mực về giới ở Việt Nam. Trước thời thuộc địa Châu Âu, "xã hội Việt Nam không thể hiện định kiến cụ thể đối với những người có xu hướng tính dục và bản dạng giới đa dạng." Trên thực tế, đa nguyên giới tính ở Việt Nam đã được quan sát thấy từ thế kỷ XIV. Vào năm 1476, hai người phụ nữ được cho là đã sống chung và quan hệ tình dục, trong đó một người trong số họ mang thai một cách kỳ lạ. Những người phụ nữ không bị chỉ trích vì mối quan hệ đồng giới của họ.
Theo lập luận của Proschan và Tran, do đó không có gì ngạc nhiên khi "cuộc thảo luận đầu tiên về hành vi đồng tính luyến ái... được xem là một tội lỗi [ở Việt Nam]" đến từ các văn bản thuộc địa Pháp vào cuối thế kỷ XIX. Sự lên án của châu Âu về giới tính và hành vì tình dục 'khác biệt' sau đó đã được các nhà chức trách Việt Nam kế thừa và vẫn tồn tại cho đến ngày nay.